# 傑克·懷特豪爾
傑克·懷特豪爾（Jack Whitehall，1988年7月7日—）是英國的一位喜劇演員、電視節目主持人和喜劇演員。他最著名的作品是在《新生六居客》中飾演JP角色。懷特豪爾出生在倫敦市中心西敏市。

## 外部連結
- 傑克·懷特豪爾在互联网电影资料库（IMDb）上的資料（英文）
- Jack Whitehall official website （页面存档备份，存于）
- 傑克·懷特豪爾的X（前Twitter）